# Danny Higginbotham
Daniel John "Danny" Higginbotham (født 29. december 1978 i Manchester, Greater Manchester, England) er en tidligere engelsk fodboldspiller, der spillede som forsvarsspiller.

## Spillerkarriere

### Manchester United
Higginbotham startede sin karriere i Manchester United, men han var ikke i stand til at komme på førsteholdet og blev sendt til Royal Antwerp på et udlån. I den tid havde Higginbotham karantæme fra fodbold i et år efter en anklage om et angreb på en dommer. En belgisk ret reducerede Higginbothams karantæne til fire måneder.

### Derby County
Higginbotham's beslutning om at han ville spille som fast mand på et førstehold, gjorde at han tog til Derby County for 2 millioner pund – en stor sum for en ung spiller med kun fire kampe i den øverste liga på papiret. Higginbotham fik sin debut for Derby i et 2-2-opgør mod Southampton, og han var senere med til at hjælpe Derby med at undgå nedrykning i slutningen af 2000-01-sæsonen. 2001-02-sæsonen var mindre vellykket, på trods af at han vandt tilhængernes Årets Spiller-pris, da Derby rykkede i slutningen af en traumatisk periode, hvor de blev ledet af tre forskellige managers – Jim Smith (som forlod klubben i oktober), Colin Todd (forfremmet fra assistentmanagerposten efter Smiths tilbagetræden) og John Gregory (hentet til klubben som Todd efterfølger).
Det blev hele tiden forventet, at Higginbotham ville flytte klub, hvis Derby ikke formåede at kæmpe godt nok til at rykke op i Premier League igen. I januar 2003, da Derby endda havde problemer i League One, tog han til Southampton på et lån, hvorefter han senere tilsluttede sig dem i februar. Higginbotham spillede i alt 86 kampe for Derby, og han scorede tre gange.

## International karriere
Den 19. november 2013 fik Higginbotham sin debut for Gibraltars landshold, der spillede 0-0 i en træningskamp mod Slovakiet.

## Referecer
1. ↑  "Wallwork life-ban dropped". BBC Sport. 1999-09-17. Hentet 2008-01-11. (engelsk)